# 크리스마스 별장
《크리스마스 별장》(영어: Thomas Kinkade's Christmas Cottage, 기존 제목은 영어: Christmas Cottage)은 미국에서 제작된 2008년 크리스마스 전기 드라마 영화이다. 마이클 캠퍼스가 연출과 제작을 맡고, 재러드 패덜레키 등이 출연하였다.

## 출연진
- 재러드 패덜레키
- 에런 애슈모어
- 마샤 게이 하든
- 리처드 버기
- 피터 오툴
- 키어스틴 워런
- 지나 홀든
- 크리스 엘리엇
- 티건 모스
- 셜랜 시먼스
- 제프리 루이스
- 맬컴 스튜어트
- 개브리엘 로즈
- 리처드 몰
- 샬럿 레이
- 창 쩡
- 낸시 로버트슨
- 에드워드 애즈너
- 브렌던 페니

## 기타 제작진
- 배역: 스콧 볼런드, 하이키 브랜드스태터, 빅토리아 버로스, 코린 메이어스
- 미술: 마이클 볼턴
- 의상: 캐런 매슈스

## 같이 보기
- 크리스마스 영화 목록